# 南溪郡
南溪郡，中国唐朝时设置的郡。
唐玄宗天宝元年（742年），改戎州置南溪郡。治所在僰道县（今四川省宜宾市）。下辖僰道县、归顺县（今四川省宜宾县双谊镇）、南溪县（今四川省南溪县西）、开边县（今四川省水富县）、义宾县（今四川省宜宾县泥溪镇铁炉咀）。辖境相当今四川省宜宾市、南溪县、屏山县等市县以南，云南昆明地区以北。唐肃宗乾元元年（758年）复改为戎州。